# 北京科技大学
北京科技大学（英語：University of Science and Technology Beijing），简称北科、北科大或北京科大，是位于北京市海淀区学院路的一所教育部直属的全国重点大学，是211工程、2011计划、985优势学科创新平台等高水平大学建设方案入选高校。学校占地约80.39万平方米，校舍建筑总面积97万平方米。

## 历史沿革

### 北京钢铁工业学院时期

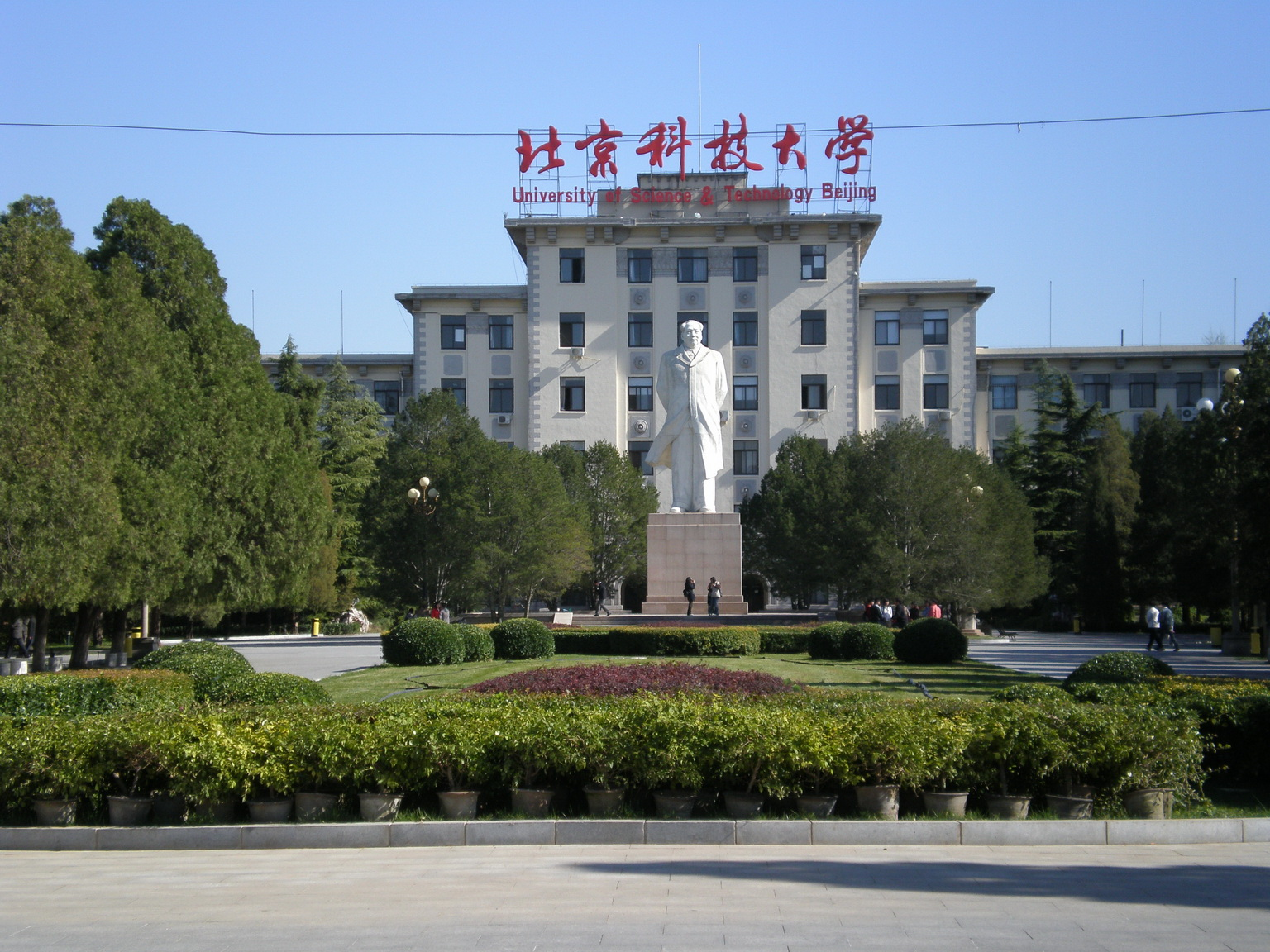
学校西门

- 1952年，因院系调整，由以下高校的部分系科组建北京钢铁工业学院：
  - 天津大学（冶金系、采矿系、金属矿组）
  - 唐山交通大学（工科部分系）
  - 清华大学工学院少量专业
  - 西北工学院（工科部分系）
  - 山西大学（冶金工程系）
  - 北京工业学院（原华北大学工学院之冶金、采矿、钢铁机械类专业）
- 根据教育部安排，成立之初的钢铁学院暂在清华大学办学一年。
- 1953年9月23日迁至现校址海淀区满井村。

### 北京钢铁学院时期
- 1960年2月，更名为北京钢铁学院。同年，学校被批准为全国重点大学。
- 1978年9月，恢复招收研究生。
- 1984年6月，成为首批试办研究生院的22所重点高等院校之一。

### 更名事件
1988年，北京钢铁学院部分师生希望摆脱校名以一种产品的名字来命名的尴尬方式，同时，意图效仿麻省理工学院，希望更名为“北京理工大学”。但在校方向主管部门交涉时得知“北京理工大学”的校名已经被拟更名的北京工学院所率先占用，遂作罢。学校更名问题曾在党委常委会上，校长办公会上和座谈会上多次讨论，形成两种方案。一种方案是，更名为中国钢铁大学；另一种方案是反对沿用“钢铁”名称，改称“北京科技大学”，同时英文名为University of Science and Technology Beijing（效仿中国科学技术大学的英文名），将Beijing置于译名最后，意图表达为全国性大学。

### 北京科技大学时期
1988年4月，更名北京科技大学。1996年4月，正式成立北京科技大学研究生院。1997年12月，首批进入国家“211工程”建设高校行列。
1998年，隶属关系从冶金工业部转至教育部，同年，北京冶金管理干部学院并入，成为管庄校区。
2005年4月，北京科技大学天津学院在天津市宝坻区正式成立，为本科层次全日制独立学院.2006年，入选国家“985工程优势学科创新平台”项目首批试点高校。2010年，成为国家首批“卓越工程师教育培养计划”高校。
2025年，2025年北京中日友好医院系列事件牵涉出北京科技大学存在滥用职权、以权谋私和学术不端等问题。当事人董袭莹的亲属利用职务便利伙同北京科技大学教务处协助伪造虚假成绩单，指使教师马博渊配合董袭莹博士论文剽窃学术不端等违规行为，最终教育部党组责令北京科技大学党委作出书面检查并切实整改。北京科技大学给予当事人的姑姑班晓娟留党察看一年、撤职处分，取消研究生指导教师资格，调离教师岗位；给予教务处副处长李大宽党内严重警告、记过处分，免职处理；给予副教授马博渊党内严重警告、记过处分，暂停研究生招生资格两年。当事人的母亲工程技术研究院副院长米振莉免于处分。

## 现状
北京科技大学建校六十多年来，为社会培养各类人才二十余万人，其中之佼佼者已成为中国政治、经济、科技、教育等领域尤其是冶金、材料工业的栋梁和骨干。中共领导人羅幹、刘淇、徐匡迪、黄孟复等都曾在该校学习，另有31名校友当选为中国科学院或中国工程院院士，一大批校友走上了省长、市长的领导岗位，一大批校友担任鞍钢等国家特大型企业以及北大方正等大型高新技术企业的董事长和总经理。
学校现有1个国家科学中心，2个国家重点实验室，2个国家工程（技术）研究中心，2个国家科技基础条件平台，1个国家级国际联合研究中心。2007年，学校作为唯一一所教育部直属高校牵头承担了国家重大科技基础设施项目——国家材料服役安全科学中心。
在2016年的QS亚洲大学排行榜中，北京科技大学名列第117位。北京科技大学的科技史、材料、冶金、矿业4个全国一级重点学科学术水平位于中国前三，据教育部2012年一级学科评估结果，科技史排名全国第一，材料、冶金第二，矿业第三，安全第四。
北京科技大学的采矿工程专业在2017年世界大学学术排名中位列全球第一，而冶金工程专业在2018-2020年世界大学学术排名中位列全球第一。

## 环境

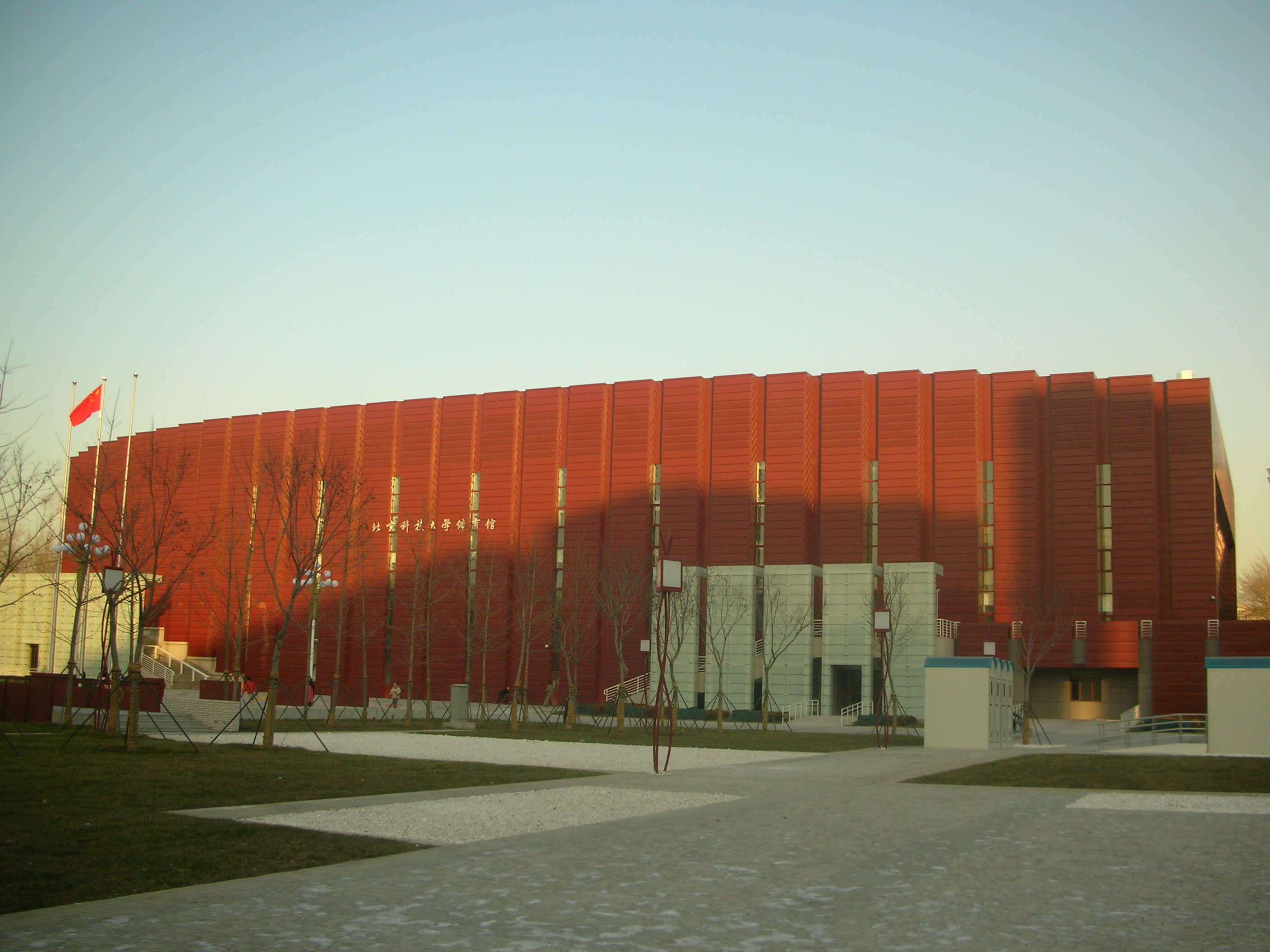
北京科技大学体育馆

北京科技大学初创时的校园建设以莫斯科钢铁学院为蓝本，主配楼均是典型的苏式建筑风格，方正而简约。
北京科技大学西侧是北京高校云集的学院路，南侧是北四环中路，临近有很多高校，西北方向是北京语言大学，正西方向是中国地质大学（北京），西南方向是北京航空航天大学，正南方向是北京大学医学部。
北京科技大学由两条南北向和两条东西向的道路分割成了九块，呈“井”字形格局，教学区集中在西北、西和西南三个方向；学生生活区在正南方向，东南方向也有一座学生公寓；田径运动场在中部，其西侧是看台及室内跑廊，其东侧是2007年竣工的北京科技大学体育馆，2008年北京奥运期间作为柔道和跆拳道项目比赛场馆；其余的地方是家属区以及附属的幼儿园、附属小学和附属中学。

## 机构设置

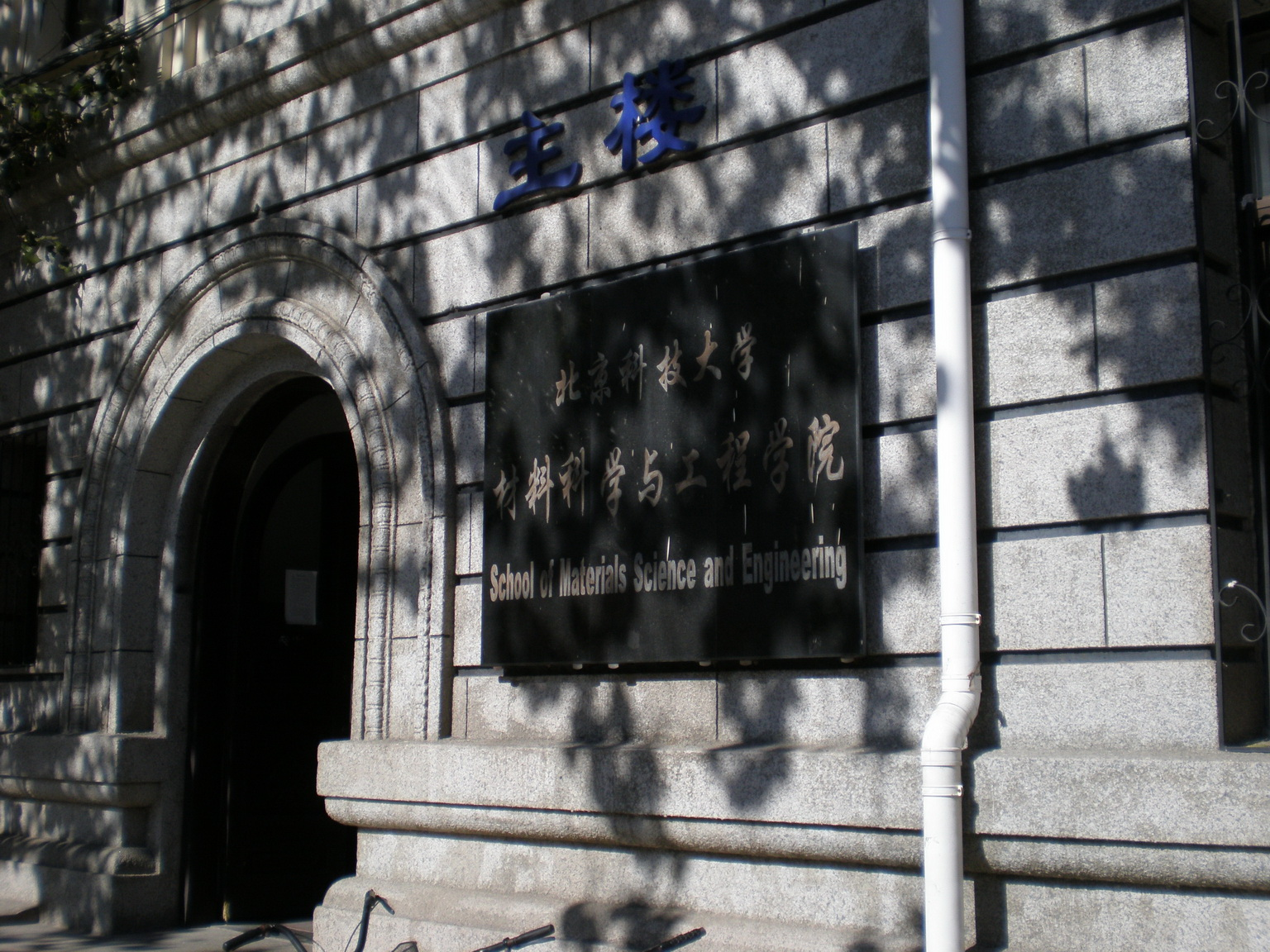
材料科学与工程学院

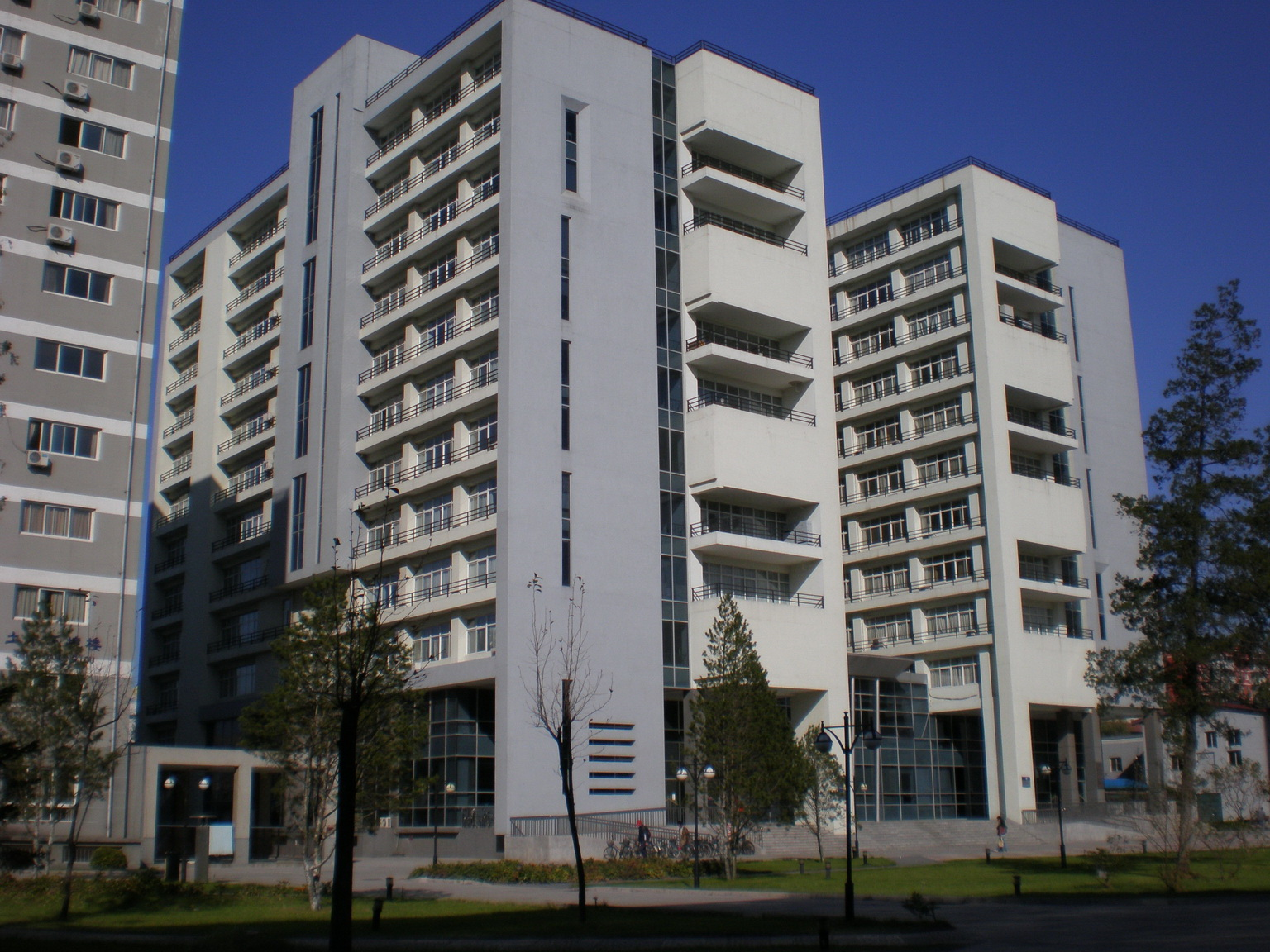
机电信息楼

### 学院

#### 同时招收本科生和研究生的学院
- 土木与资源工程学院
- 能源与环境工程学院
- 冶金与生态工程学院
- 材料科学与工程学院
- 机械工程学院
- 自动化学院
- 计算机与通信工程学院
- 经济管理学院
- 文法学院
- 数理学院
- 化学与生物工程学院
- 外国语学院

#### 其他学院与教学机构
- 马克思主义学院
- 高等工程师学院
- 远程与成人教育学院
- 国际学院
- 继续教育学院
- 体育部

#### 二级学院与独立学院
- 管庄校区
- 天津学院
- 延庆分校

### 科研机构
- 国家材料服役安全科学中心
- 新金属材料国家重点实验室
- 钢铁冶金新技术国家重点实验室
- 高效轧制国家工程研究中心
- 国家板带生产先进装备工程技术研究中心
- 国家材料环境腐蚀平台
- 材料科学数据共享网
- 钢铁共性技术协同创新中心
- 材料服役安全国际联合研究中心
- 环境与能源国际科技合作基地

## 国际合作
| 学校/科研机构          | 国家   | 始于   |
| ---------------------- | ------ | ------ |
| 亚琛工业大学           | 德国   | 1979年 |
| 东京工业大学           | 日本   | 1980年 |
| 麦克马斯特大学         | 加拿大 | 1982年 |
| 理海大學               | 美国   | 1982年 |
| 宾夕法尼亚大学         | 美国   | 1982年 |
| 九州工业大学           | 日本   | 1984年 |
| 皇家工学院             | 瑞典   | 1984年 |
| 吕勒奥大学             | 瑞典   | 1984年 |
| 神奈川大学             | 日本   | 1985年 |
| 伍伦贡大学             |        | 1985年 |
| 北海道大学             | 日本   | 1986年 |
| 西里西亚工业大学       | 波蘭   | 1986年 |
| 图卢兹第三大学         | 法國   | 1986年 |
| 冈山理科大学           | 日本   | 1987年 |
| 蒙特利尔工学院         | 加拿大 | 1987年 |
| 加利福尼亚大学         | 美国   | 1987年 |
| 多特蒙德大学           | 德国   | 1987年 |
| 伦敦玛丽王后大学       | 英国   | 1988年 |
| 利物浦大学             | 英国   | 1988年 |
| 密西根理工大學         | 美国   | 1989年 |
| 莫斯科国立钢铁合金学院 | 俄羅斯 | 1989年 |
| 顺天国立大学           |        | 1993年 |
| 密德薩斯大學           | 英国   | 1994年 |
| 河内百科大学           | 越南   | 1996年 |
| 帕拉那联邦大学         | 巴西   | 1996年 |
| 昌原国立大学           |        | 1997年 |
| 弗莱贝格工业大学       | 德国   | 1997年 |
| 鲁汶工程技术学院       | 比利时 | 1997年 |
| 拉塞雷纳大学           | 智利   | 1997年 |
| 九州大学               | 日本   | 1997年 |
| 墨尔本皇家理工大学     |        | 1998年 |
| 南洋理工大学           | 新加坡 | 1998年 |
| 国立塔什干理工大学     |        | 1998年 |
| 朝陽科技大學           | 臺灣   | 2001年 |
| 德克萨斯大学阿灵顿分校 | 美国   | 2002年 |
| 东北大学               | 日本   | 2002年 |
| 浦项工科大学           |        | 2004年 |
| 室兰工业大学           | 日本   | 2004年 |
| 橡树岭国家实验室       | 美国   | 2004年 |
| 韩国浦项产业科学研究院 |        | 2004年 |
| 乌迪内大学             | 義大利 | 2004年 |
| 牛津大学材料系         | 英国   | 2005年 |
| 汉诺威大学             | 德国   | 2005年 |
| 维多利亚大学           |        | 2005年 |
| 凯斯西储大学           | 美国   | 2005年 |
| 杜维嘉大学             | 義大利 | 2005年 |
| 華梵大學               | 臺灣   | 2010年 |
| 國立屏東科技大学       | 臺灣   |        |
| 國立台北科技大学       | 臺灣   |        |
| 大阪工业大学           | 日本   | 2020年 |